# アルテュール・ザグル
- アルテュール・ザグル
- アルテュール・ザグレ
- アルトゥール・ザグレ

アルテュール・ザグル（Arthur Zagre, 2001年10月4日 - ）は、フランス・ヌイイ＝シュル＝セーヌ出身のサッカー選手。SBVエクセルシオール所属。ポジションはディフェンダー。

## 経歴

### クラブ
パリ・サンジェルマンFCのアカデミー出身で、2018年9月にクラブと3年間のプロ契約を結んだ。
2019年2月には、2018年度のティティドール（パリ・サンジェルマンアカデミーにおける年間最優秀選手賞）を受賞し、同年4月25日のトゥールーズFC戦でプロデビューを果たした。
2019年8月29日、ASモナコに3年契約で移籍した。
2020年10月5日、ディジョンFCOに期限付き移籍した。
2021年6月25日、FCユトレヒトに期限付き移籍した。
2023年1月31日、SBVエクセルシオールに期限付き移籍し、同年6月29日に3年契約で完全移籍した。

### 代表
ブルキナファソにルーツを持つが、2019年よりフランス代表の各世代のアンダー代表でプレーしている。

## タイトル
パリ・サンジェルマン
- リーグ・アン : 2019-20
- トロフェ・デ・シャンピオン : 2019